# Chalepus atricornis
Chalepus atricornis es un coleóptero de la familia Chrysomelidae.
Fue descrita científicamente en 1835 por Say.